# Yu Zhuocheng
Yu Zhuocheng (余卓成S, Yú ZhuóchéngP; Guangdong, 7 dicembre 1975) è un ex tuffatore cinese. È stato campione mondiale di tuffi dal trampolino 3 metri a Roma 1994. A Perth 1998 è divenuto campione iridato nel trampolino 1 metro e nel trampolino 3 metri sincro, in coppia con Hu Zhao. Ai Giochi olimpici di Atlanta 1996 ha vinto la medaglia d'argento nel concorso del trampolino 3 metri.

## Palmarès
- Giochi olimpici

Atlanta 1996: argento nel trampolino 3 m;
- Mondiali

Roma 1994: oro nel trampolino 3 m;
Perth 1998: oro nel trampolino 1 m; oro nel trampolino 3 m sincro;
- Giochi asiatici

Hiroshima 1994: argento nel trampolino 3 m;
Bangkok 1998: argento nel trampolino 3 m;

### Coppa del Mondo
- Vincitore della Coppa del Mondo del trampolino 3m nel 1993
- Vincitore della Coppa del Mondo del trampolino 1m nel 1995